# みちのく歴史人物資料館

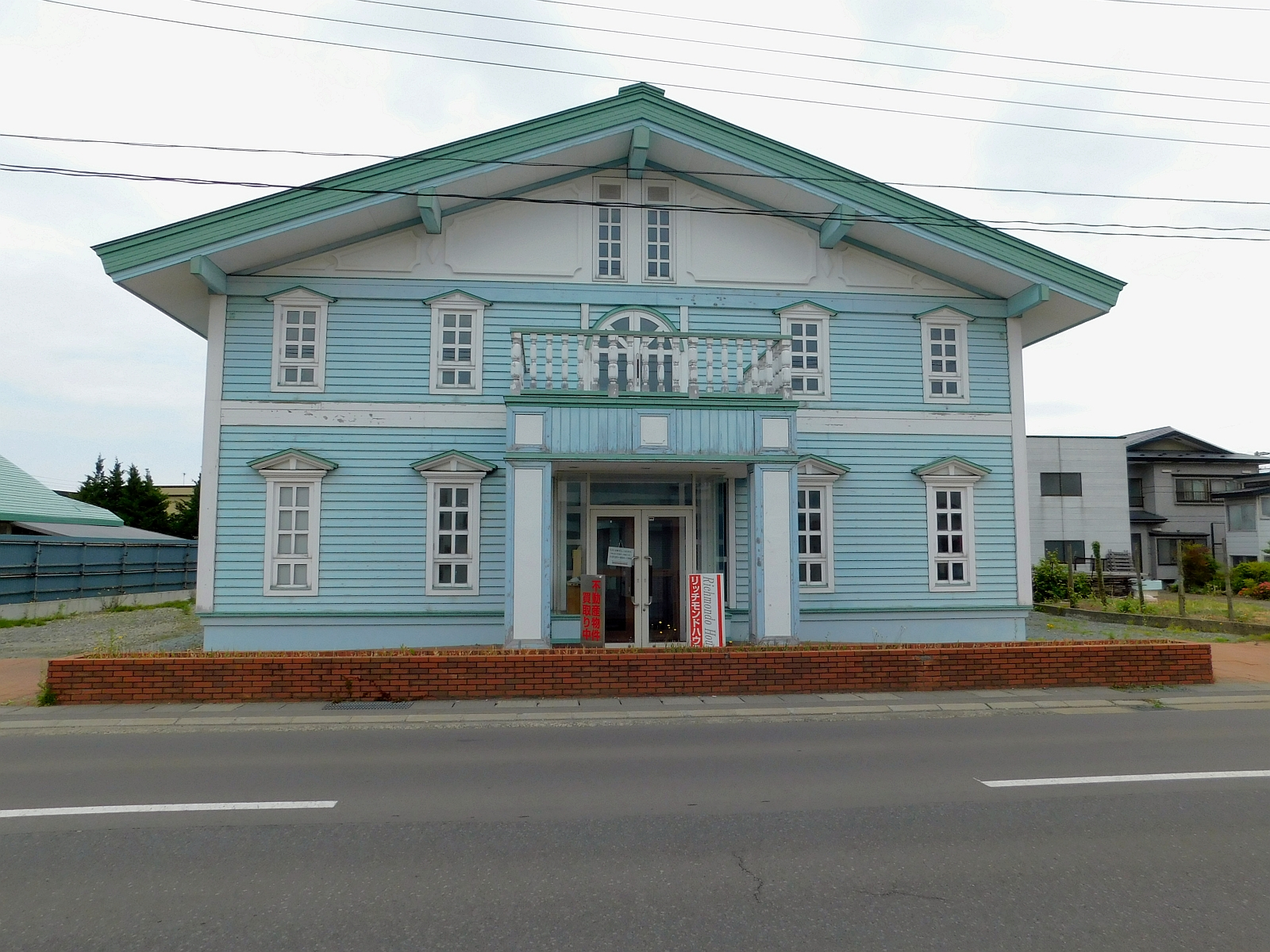
みちのく歴史人物資料館（閉館後の2024年6月撮影）

みちのく歴史人物資料館（みちのくれきしじんぶつしりょうかん）は、かつて青森県弘前市松原東にあった資料館である。運営はみちのく文化財団。2014年3月に閉館となった。

## 概要
大道寺小三郎みちのく銀行元会長の発案の下、地元に顕著な貢献のあった人物の作品等を展示することを目的に、2004年7月10日に開館した資料館である。
しかし、入場者数の減少傾向に歯止めがかからないため、展示品等を青森県立郷土館に対して寄贈・寄託し、2014年3月31日で閉館することが発表された。